# Katelco
«Katelco» (каз. «Қазақстан телекоммуникациялары», АҚ, рус. АО «Казахстанские телекоммуникации», англ. «Kazakhstani Telecommunications», JSC) — национальный оператор спутникового телевидения Республики Казахстан. Компания существовала с сентября 1995 года по январь 2011 года.

## Название
Хотя официальным названием компании являлось АО «Казахстанские телекоммуникации» (каз. «Қазақстан телекоммуникациялары», АҚ), более всего она была известна под названием своего бренда «Katelco» (от англ. Kazakhstani Telecommunications Company). Также известна по своему бренду DTH «Katelco Plus» (иногда упоминалась как «Katelco+»).
Примечательно, бренд не употребляется в казахском написании как «Қателко» (чего можно было бы ожидать), из-за схожести с каз. қате — ошибка; ошибочный; неправильный; ошибочно или каз. қателік — ошибочность; ошибка; вина; виновность; упущение.

## История
В 1995 году Республика Казахстан стала членом Международной Организации Космической Связи — Intelsat. В том же году, в рамках проекта «Малый Intelsat», около 500 наземных приёмных станций системы «Жарык» (каз. жарық — свет; жизнь) были переведены на спутник Intelsat 510.
Постановлением Кабинета Министров Республики Казахстан № 1284 от 26.09.1995 г. для создания Национальной Спутниковой Системы Телерадиовещания и Передачи Данных (НССТ и ПД) учреждалась компания — национальный спутниковый оператор ЗАО «Казахстанские телекоммуникации». Президентом компании был избран Серик Буркитбаев. К тому времени за страной был закреплён один из лучей спутника Intelsat 703 (позднее, после продажи спутника нидерландскому оператору New Skies Satellites, переименован как NSS-703), 57° E, зона охвата включала Казахстан, Среднюю Азию, юг Европейской части России, юг Западной Сибири, северо-запад Китая и Западную Монголию.
В феврале 1996 года в Алматы была проведена первая международная конференция по развитию телекоммуникаций в Казахстане. Главными темами стали проект НССТ и ПД и его обсуждение, а также объявление тендера на построение НССТ и ПД. На конференции было представлено многообразие решений, что и позволило, в конечном счёте, определить основного партнера — компанию COMSAT.
С 1997 года компания стала головным исполнителем проекта «Развитие новых рынков для сетевых компьютерных приложений в Центральной Азии» (DENEMA), который осуществлялся в странах Центральной Азии под эгидой ЮНЕСКО и Европейской Комиссии.
В 2000 году компания стала участницей международного проекта телемедицины TeleInVIVO. Для поддержки проекта использовались компактные VSAT-станции системы «Katelco».
4 мая 2001 года компания завершила сделку по покупке 41,25 % акций компании «Nursat», ранее принадлежавших американской компании Lucent Technologies.
К середине 2007 года в руках государства оставалось всего 37,36 % акций национального оператора спутникового ТВ, однако к концу года государственное владение активами компании было восстановлено полностью. Государственный пакет акций был передан в Акционерное общество «Национальный научно-технический холдинг „Самгау“» (АО «Холдинг „Самгау“»), позднее Акционерное Общество «Национальный информационный холдинг „Арна Медиа“» (АО «НИХ „Арна Медиа“», 100 % государственного участия) стало единственным акционером (100 % акций) компании.
В 2010 году АО «НИХ „Арна Медиа“», контролирующее государственные телерадиокомпании «Хабар», «Казахстан», газеты «Казахстанская правда», «Егемен Қазақстан», информационное агентство «Казинформ», инфокоммуникационные компании «Казахстанские телекоммуникации» (Katelco), «Казтелерадио», было упразднено, а организации поступили в подчинение Министерству связи и информации.
В мае 2010 года в МСИ РК создана рабочая группа по реорганизации АО «Казтелерадио», АО «Казахстанские телекоммуникации» и АО "Национальная компания «KazSatNet» с целью дальнейшего развития и активизации внедрения цифрового телевидения в Республике Казахстан, обеспечения единой технической политики развития и внедрения новых технологий в сфере телерадиовещания, передачи данных и Интернет, создания технологической цепочки, позволяющей оперативно управлять всей телекоммуникационной сетью данной отрасли.
31 января 2011 года Правительство РК своим постановлением № 48 реорганизовало АО «Казтелерадио» путём присоединения к нему АО «Казахстанские телекоммуникации».

### Вещание в DigiCipher 2
Центральная приемно-передающая спутниковая станция (ЦППСС) в Алма-Ате запущена в эксплуатацию 26 мая 1997 года. Применялось оборудование цифрового стандарта DigiCipher 1/2 (MPEG-2) производства фирм COMSAT, General Instrument и Hughes Network Systems. Примечательно, что это был первый на территории бывшего СССР опыт построения системы регулярного спутникового вещания по цифровым стандартам. Первоначально осуществлялась передача трёх национальных телеканалов и двух радиоканалов в цифровом формате. 7 октября того же года в г. Астана, ставшем новой столицей страны, начала работу приемно-передающая спутниковая станция (ППСС) для перегона сюжетов в г. Алма-Ата.
Через один из транспондеров спутника осуществлялось предоставление услуг телефонии и работа Национальной Системы Передачи Данных (НСПД).
C 31 декабря 1997 года полностью прекращена передача телеканалов по наземным магистральным радиорелейным линиям и коаксиальным кабельным системам уплотнения. К этому времени через спутник передавались в цифровом качестве уже 5 телеканалов и 4 радиовещательных канала. На радиотелевизионных передающих станциях и ретрансляторах в 402 населённых пунктах работали более 800 цифровых ресиверов.
27 мая 1999 года прекращено параллельное аналоговое вещание с транспондеров системы «Жарык» .
С ноября 2001 года обеспечена цифровая передача св. 30 телеканалов в усовершенствованном формате DigiCipher 2 для непосредственного телевизионного вещания (DTH) с трёх транспондеров в диапазоне Ku-band на спутнике Intelsat 904, 60° E, луч Spot 2. В рамках системы на одном физическом оборудовании были развёрнуты две виртуальные сети: собственно «Katelco» — для подачи телевизионных и радиовещательных программ на сеть эфирных телерадиопередатчиков и ретрансляторов (св. 1500 — на начало 2003 года); и «Katelco Plus» — система непосредственного телевизионного вещания на абонентские приемные установки (св. 6600 — на конец 2010 года). Также для телефонии и передачи данных были развёрнуты станции VSAT (св. 500 — на начало 2003 года).
В течение 2002 года были созданы региональные сети распространения областных телеканалов, сначала в двух областях, а к середине следующего года — в четырёх областях. Продолжительность спутникового вещания составляла 1 час. Сигнал областной студии подавался по каналу для перегонов или по ВОЛС в ЦППСС Алма-Аты, затем передавался на одном из свободных в данный отрезок времени каналов (из существующих тридцати), цифровой ресивер на ретрансляторе переключался автоматически с канала «Казахстан-1» на областной канал. Используемое спутниковое оборудование и программное обеспечение позволяет дистанционно обеспечить приём в соответствующем регионе только своего местного канала.
Для общеобразовательных учебных заведений был сформирован специальный пакет «Учебное ТВ», включавший основные национальные телеканалы, а также познавательные каналы Discovery.
В 2005 году расширены возможности столичной ППСС (телепорта) в г. Астана и создана новая в г. Уральск, их совместная работа вместе с центральным телепортом Алма-Аты через четыре транспондера на Intelsat 904 обеспечила трансляцию св. 60 каналов SDTV и радиовещания. За годы существования компании были построены также 10 региональных ППСС (аплинков) в городах Усть-Каменогорск, Костанай, Кызылорда, Петропавловск, Караганда, Павлодар, Актау, Атырау, Актобе и Шымкент. Из городов Талдыкорган и Тараз областные телеканалы доставляются в телепорт «Алматы» по ВОЛС, так же как телеканал из Кокшетау в телепорт «Астана».
В 2006—2008 годах также осуществлялось вещание с первого национального спутника связи «KazSat-1», 103°E до потери управления из-за неисправности на борту.

### Переход на стандарты DVB-S2/MPEG-4/8PSK
В ночь с 10-го на 11 декабря 2010 года осуществлён переход на стандарты вещания DVB-S2/MPEG-4/8PSK.
Вещание в новом стандарте стало осуществляться под новой торговой маркой «OTAU TV».

## Награды и достижения
По результатам фестиваля-конкурса «Выбор года в Казахстане» сезона 2000 года компанию признали победительницей в номинации «Связь № 1 2000 года в Казахстане».

## Критика
В подготовленной в 2007 году «Государственной программе развития цифрового телерадиовещания в Республике Казахстан на 2008—2015 годы» принятые компанией технические и организационные решения были подвергнуты критике. Относительно сегмента спутникового телерадиовещания в документе отмечалось:
Вместе с тем в работе данного сегмента основной проблемой является неоправданное использование АО «Кателко» устаревшего цифрового стандарта телерадиовещания. Стандарт, разработанный американской организацией Advanced Television Systems Committee — ATSC/DigiCipher-2, существенно сдерживает развитие телевизионного вещания в республике, не позволяя зрителям принимать спутниковый сигнал на доступное приемное оборудование.